# David Bercuson
 (juillet 2023).
Si vous disposez d'ouvrages ou d'articles de référence ou si vous connaissez des sites web de qualité traitant du thème abordé ici, merci de compléter l'article en donnant les références utiles à sa vérifiabilité et en les liant à la section « Notes et références ».
David Bercuson, né le 31 août 1945 à Montréal, est un historien militaire, politique et syndical canadien.

## Biographie
Né à Montréal, il étudia à l'Université Sir George Williams et fut diplômé avec un BA en histoire et obtint la médaille d'argent du lieutenant-gouverneur pour excellence en histoire. Il continua ses études à l'Université de Toronto et reçut une maîtrise et un doctorat en histoire en 1967 et 1971 en complétant une thèse sur la grève générale de Winnipeg pendant la grande guerre.
Nommé assistant-professeur à l'Université, il enseigne maintenant à l'Université de Calgary et dirige le centre pour les études militaires et stratégiques. Il a publié des ouvrages sur divers sujets militaires, historiques et politiques. Il collabore régulièrement à Legion Magazine, le Calgary Herald, et le National Post. En 1991, il publia, avec Barry F. Cooper, Deconfederation: Canada without Québec où  il a soutenu que le Canada bénéficierait de l'indépendance du Québec.
En 2003, il fut décoré officier de l'Ordre du Canada. En 1998, il fut élu à la Société royale du Canada.

## Ouvrages publiés
- Bercuson, D.J. & Herwig, H, One Christmas in Washington: The Secret Meeting Between Roosevelt and Churchill that Changed the World, New York: Overlook Press, 2005. Also, London: Weidenfeld, and Toronto: McArthur & Co.
- Bercuson, D.J. & Herwig, H., The Destruction of the Bismarck, New York: Overlook Press, 2001.  Also, Toronto: Stoddart, 2001; London: Hutchinson, 2002.
- Bercuson, D.J.  The Patricias. Toronto: Stoddart, 2001.
- Bercuson, D.J. Blood on the Hills: The Canadian Army in the Korean War.  Toronto: University of Toronto Press, 1999.
- Bercuson, D.J., Granatstein, J.L., & Bothwell, R., Petrified Campus: The Crisis in Canada's Universities, Toronto: Random House of Canada, 1997.
- Bercuson, D.J. & Herwig, H., Deadly Seas: The Story of the St.Croix, the U305 and the Battle of the Atlantic, Toronto: Random House of Canada, 1997.
- Bercuson, D.J. Significant Incident:  Canada's Army, the Airborne, and the Murder in Somalia, Toronto:  McClelland and Stewart, 1996.
- Bercuson, D.J., Maple Leaf Against the Axis, Canada's Second World War, Toronto: Stoddart, 1995; Tokyo: Sairyusha, 2003 (Japanese translation).
- Bercuson, D.J., Battalion of Heroes: The Calgary Highlanders in World War Two